# Ицштейн, Иоганн Адам фон
Иоганн Адам фон Ицштейн (нем. Johann Adam von Itzstein; 28 сентября 1775, Майнц — 14 сентября 1855, Хальгартен) — немецкий политический деятель.
Как член баденской палаты депутатов (с 1822), Ицштейн был одним из руководителей оппозиции. Избранный в 1848 в германский парламент (Франкфуртское национальное собрание), он примкнул к крайней левой фракции. В баденской революции 1849 Ицштейн не принимал личного участия, но ему пришлось на некоторое время удалиться в Швейцарию и Эльзас; баденское правительство лишило его гражданских прав.